# Premio Dijkstra
El Premio Edsger W. Dijkstra es una distinción que se otorga a los autores de artículos destacados en computación distribuida. Su nombre es en reconocimiento del científico de computación Edsger W. Dijkstra. Los artículos seleccionados deben significar un aporte importante en la teoría o práctica del área de la computación distribuida, al menos durante los últimos 10 años. Es otorgado anualmente en el Simposium en Principios de Computación Distribuida de la Association for Computing Machinery, y una vez finalizado el Congreso se publica una descripción con las contribuciones del artículo.
Durante los tres primeros años, el premio se llamó PODC Influential Paper Award.

## Ganadores
- 2000 - Leslie Lamport por su artículo sobre relojes lógicos.
- 2001 - Michael J. Fischer, Nancy A. Lynch y Michael S. Paterson, por demostrar la imposibilidad de consensos usando comunicación asincrónica.
- 2002 - Edsger W. Dijkstra por su artículo que establece el principio de autoestabilización.
- 2003 - Maurice Herlihy por su artículo que resuelve y universaliza el consenso en sistemas de memoria compartida distribuida.
- 2004 - Robert G. Gallager, P. A. Humblet y P. M. Spira, por su algoritmo de distribución para encontrar un árbol spanning mínimo.[1]
- 2005 - Marshal Pease, Robert Shostak y Leslie Lamport, por su artículo de tolerancia a fallos bizantinos.
- 2006 - John M. Mellor-Crummey y Michael L. Scott, por su algoritmo de exclusión mutua.
- 2007 - Cynthia Dwork, Nancy A. Lynch y Larry Stockmeyer, por su artículo que resuelve el consenso en sistemas sincrónicos parciales.[2]
- 2008 - Baruch Awerbuch, David Peleg por su artículo sobre Sparse Partitions.[3]
- 2009 - Joseph Halpern y Yoram Moses por su artículo que aporta una visión formal para la representación del conocimiento en sistemas distribuidos.[4]
- 2010 - Tushar D. Chandra, Vassos Hadzilacos, Sam Toueg por su trabajo sobre detectores de fallos (computación distribuida).
- 2011 - H. Attiya, A. Bar-Noy, D. Dolev por su trabajo sobre la simulación de memoria compartida en sistemas de paso de mensajes propensos a fallas.
- 2012 - Maurice Herlihy y J. Eliot Moss por su trabajo sobre memoria transaccional.
- 2013 - Nati Linial por su trabajo sobre localización en algoritmos de gráficos distribuidos.
- 2014 - K. Mani Chandy y Leslie Lamport por formular el algoritmo de Chandy-Lamport.
- 2015 - Michael Ben-Or y Michael Oser Rabin por su trabajo sobre diseño de tolerancia a fallos.
- 2016 - Noga Alon, László Babai, Alon Itai y Michael Luby por su trabajo sobre algoritmos para encontrar un conjunto independiente máximo.
- 2017 - Elizabeth Borowsky y Eli Gafni por su trabajo sobre el algoritmo de simulación BG, que permite que un conjunto de procesos simulen un conjunto más grande de procesos de forma coordinada.
- 2018 - Bowen Alpern y Fred B. Schneider por su trabajo sobre definición formal de propiedad de vida.
- 2019 - A. Panconesi y A. Srinivasan por su trabajo sobre coloración de bordes distribuidos.
- 2020 - Dana Angluin, James Aspnes, Z. Diamadi, Michael J. Fischer y R. Peralta por su trabajo sobre protocolos de población.
- 2021 - Paris Kanellakis y Scott Smolka por su trabajo sobre procesos de estados finitos.
- 2022 - Maged Michael, Maurice Herlihy, Victor Luchangco y Mark Moir por su trabajo sobre recuperación de memoria para estructuras de datos sin bloqueo.